# Wieniec-Zdrój
Wieniec-Zdrój [ˈvjɛɲɛt͡s pronunciación en polaco: /ˈzdrui̯/] es un balneario en el distrito administrativo de Gmina Brześć Kujawski, dentro del Distrito de Włocławek, Voivodato de Cuyavia y Pomerania, en el norte de Polonia. Se encuentra aproximadamente 9 kilómetros al noreste de Brześć Kujawski, 5 km al oeste de Włocławek, y 49 km al sudeste de Toruń.
Wieniec-Zdrój tiene una población de 120 habitantes.